# Динамо (стадион, Вологда)
«Дина́мо» — спортивное сооружение в Вологде, домашняя арена футбольного клуба «Динамо», вместимость арены — 8900 зрителей. Спортплощадка на территории бывшего Свято-Духова монастыря была открыта в 1925 году, а в 1928 году она переоборудована под стадион. Стадион перестраивался в 1938, 1947, 1963—1965 годах, генеральная реконструкция проведена в 1988—1991 годах.

## История

### Предыстория. 1920—1925 годы
В начале 1920-х годов в Вологде возникла острая потребность в сооружении городского стадиона, ибо все спортивные соревнования по футболу, баскетболу, лёгкой атлетике, велоспорту, гандболу, городкам проводились либо на малопригодной для этих целей Советской площади (ныне — Кировский сквер), к тому же фактически являющейся административным центром города, либо на площадке возле Дома Революции (Ныне — Театр для детей и молодёжи).
Смета на полное оборудование новой площадки, разработанная «Росстроем», с возведением трибун и сооружением гаревой дорожки составляла 20000 рублей. Только земельные работы оценивались в 6000 рублей. Из-за скудности городского бюджета со стороны управления Главного Инженера (УГИ) поступило предложение совместить стадион с ипподромом. Категорически против подобного соседства выступил секретарь губсовета физкультуры А. П. Дмитревский, который на заседании исполкома убедительно аргументировал несовместимость двух разных по своим задачам и назначению объектов. Весьма выгодным с финансовой точки зрения представлялся вариант соорудить арену в бывшем Архиерейском саду (ныне — парк ВРЗ) — в этом случае определённую долю затрат готово было принять на себя Управление Транспортных Мастерских Вологды (ныне — Вологодский вагоноремонтный завод) — но возникшая земельная тяжба с Губмузеем не позволила реализовать этот проект.
Выбор участка под новостройку фактически осуществила «Комиссия по использованию территории бывшего Свято-Духова монастыря» под председательством представителя губисполкома Одинцова, которая 23 июня 1924 года местом под разбивку парка с устройством площадки для спортивных игр настоятельно рекомендовала использовать кладбище Свято-Духова монастыря. В постановлении той комиссии предлагалось также «для приведения кладбища в порядок снести все имеющиеся могильные памятники, как-то кресты, решетки и т. п.». К концу октября была одобрена смета строительства, но к работам приступили только весной 1925 года.
Первых выделенных 5000 рублей хватило, чтобы на месте выкорчеванных могил разровнять участок земли размером 100 на 70 метров, да установить футбольные ворота. Полное оборудование стадиона постановили осуществлять постепенно.
28 июня 1925 года футболисты 2-й команды кружка им. Коммунистического Интернационала Молодёжи (КИМ) и сборной Вологодского гарнизона матчем между собой открыли «Спортплощадку КИМ». Спустя год, она перешла в ведение Губсовета физкультуры.

### Основание стадиона. 1928 год

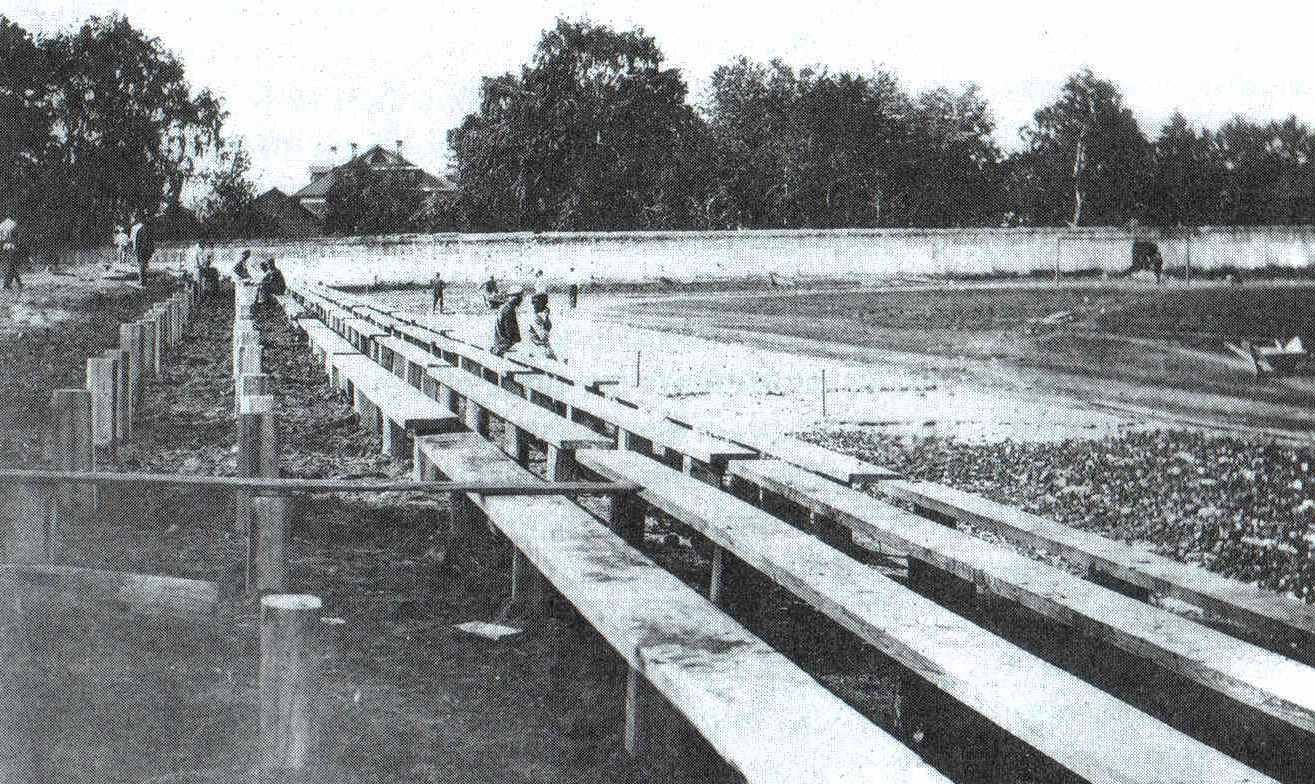
Строительство стадиона в 1928 году

К лету 1928 года спортплощадка ГСФК была передана в распоряжение Пролетарского спортобщества (ПСО) «Динамо». К тому времени выяснилось, что Вологде поручили организацию Северной спартакиады с участием гостей из Архангельской и Северо-Двинской губерний, а также из Коми (Зырян) Автономной области. Для проведения столь масштабных спортивных соревнований требовалось менее чем за два месяца соорудить стадион с беговой дорожкой, футбольным полем и трибунами на 1500 зрителей.
Финансирование новостройки осуществлялось в складчину: 50 % предполагаемой стоимости (4000 рублей) взяли из губернского бюджета, 2000 рублей одолжил горсовет, а вот Губовет профсоюзов (ГСПС) от ассигнований отказался, пообещав посодействовать в привлечении рабочей силы. Газета «Красный Север» организовала сбор пожертвований от населения и организаций. Первой взнос в размере 320 рублей внесла Главконтора Северосоюза. ПСО «Динамо» выделило 50 рублей, одни футбольные ворота и 100 скамеек для зрителей.
Строительство стадиона прекращались только в тёмное время суток. Работы вели солдаты комендантского взвода и сапёрной роты, постоянные работники артели землекопов и физкультурники ото всех спорткружков. Всем процессом верховодила комиссия, в которую вошли заведующий горотдела местного хозяйства Савинов (ответственный), Кравцов, Соснин, дивизионный инженер Латышев, представитель ГСПС и председатель ГСФК А. Дмитревский. В итоге ко дню открытию стадиона, 28 июля 1928 года было освоено 11000 рублей. В конце августа на устранение недоделок выделили ещё 3000 рублей.

### 1938 год
Первый капитальный ремонт стадиона произведён в 1938 году. Открытие состоялось 24 июля 1938 года. На «Динамо» было реконструировано поле, оборудованы площадки для городков, баскетбола и волейбола (последняя в 1940 году была ликвидирована при строительстве жилого дома). Вместимость деревянной трибуны увеличилась до 2500 человек, которая к тому же отныне располагалась с западной стороны, потому солнце больше не слепило зрителей, а вот длина беговой дорожки по-прежнему не отвечала минимальным требованиям — 315 м вместо 400 м по стандартам. Корреспондент «Красного Севера» К. Леннат остался доволен новостройкой, смущало его только одно обстоятельство:
«… вызывает полное недоумение устройство огромной танцовальной площадки. Ни в коей мере танцовальная площадка не является атрибутом стадиона и, в сущности, превращает стадион в сад для гуляния».

### 1941 год
Стадион перешёл в ведение спортобщества «Спартак». Вместе с этим происходит смена названия.

### 1947 год
За время Великой Отечественной войны стадионное хозяйство пришло в полное запустение. По решению городского и областного исполкомов летом 1947 года стадион вернули прежнему хозяину с условием, что облсовет «Динамо» в кратчайшие сроки наведёт там порядок.
На территории Вологодской области в лагерях для военнопленных находились 10 тысяч бывших солдат немецкой армии. В основном их силами и был произведён очередной ремонт вологодского стадиона. На реставрацию ушло 45 дней. За эти полтора месяца заменили газон на футбольном поле, расширили и удлинили беговую дорожку, расчистили теннисный корт, волейбольную и баскетбольную площадки, а также построили трибуну на 3000 мест.
Внутри правого крыла Западной трибуны оборудовали судейскую комнату и гардероб с душем, а в левой половине — буфет и базу спортивного инвентаря. Там, где сейчас находится Восточная трибуна, были разбиты клумбы, вычищен пруд, а на островке появилась небольшой ресторан, рядом восстановили танцплощадку. Стадиону было возвращено название «Динамо».

### 1963—1965 годы
К осени 1963 года группа работников института «Вологдапромпроект» подготовила техническую документацию для осуществления широкомасштабной реконструкции динамовской арены. Согласно плану, предстояло снести в округе все деревянные строения по улицам Пушкинская, Жданова (ныне — ул. Чехова) и Менжинского (ныне — ул. Предтеченская). На территории самого стадиона предусматривалось оборудовать поле стандартных размеров, проложить беговую дорожку длиной 400 м, возвести две бетонных трибуны, поставить восемь 12-метровых мачт с прожекторами. В южной части спортивного городка должен был расположиться хоккейный корт с трибуной на 3000 зрителей, в летний период на месте корта оборудовались бы волейбольная и баскетбольная площадки — правда, эта часть проекта так и осталась лишь на бумаге.
В роли генерального подрядчика выступил трест «Вологдапромстрой». В начале сентября 1963 года приступили к реализации проекта. Строители в течение осени сняли старый дренаж, провели планировку футбольного поля, уложили 1700 кубометров песка, проложили водопровод и ливневую канализацию, сняли часть Западной трибуны. По весне к работам по строительству стадиона стали привлекать городское население. Первыми на воскресник по разборке трибун вышли учащиеся строительного техникума.
График дальнейшего строительства в течение 1964 и 1965 годов по разным причинам неоднократно срывался и сроки сдачи в эксплуатацию творения архитекторов В. Ушакова и В. Ющенко всё время оттягивались, но в марте 1965 года полёт в космос совершил орбитальный корабль «Восход-2». Командиром корабля был вологжанин Павел Беляев. В ходе полёта Алексей Леонов совершил первый в истории выход человека в открытый космос. По возвращении на Землю космонавты посетили Вологду. Встречу с горожанами было решено организовать на стадионе «Динамо». Для этого реконструкция стадиона «Динамо» была форсирована ударными темпами. В последнюю ночь с 24 на 25 июля была сооружена колоннада на центральном входе, возведена ограда, решётку для которой сняли с парка ВРЗ. Площадь перед центральным входом была заасфальтирована.

Чествование космонавтов П.И. Беляева и А.А. Леонова на стадионе «Динамо»
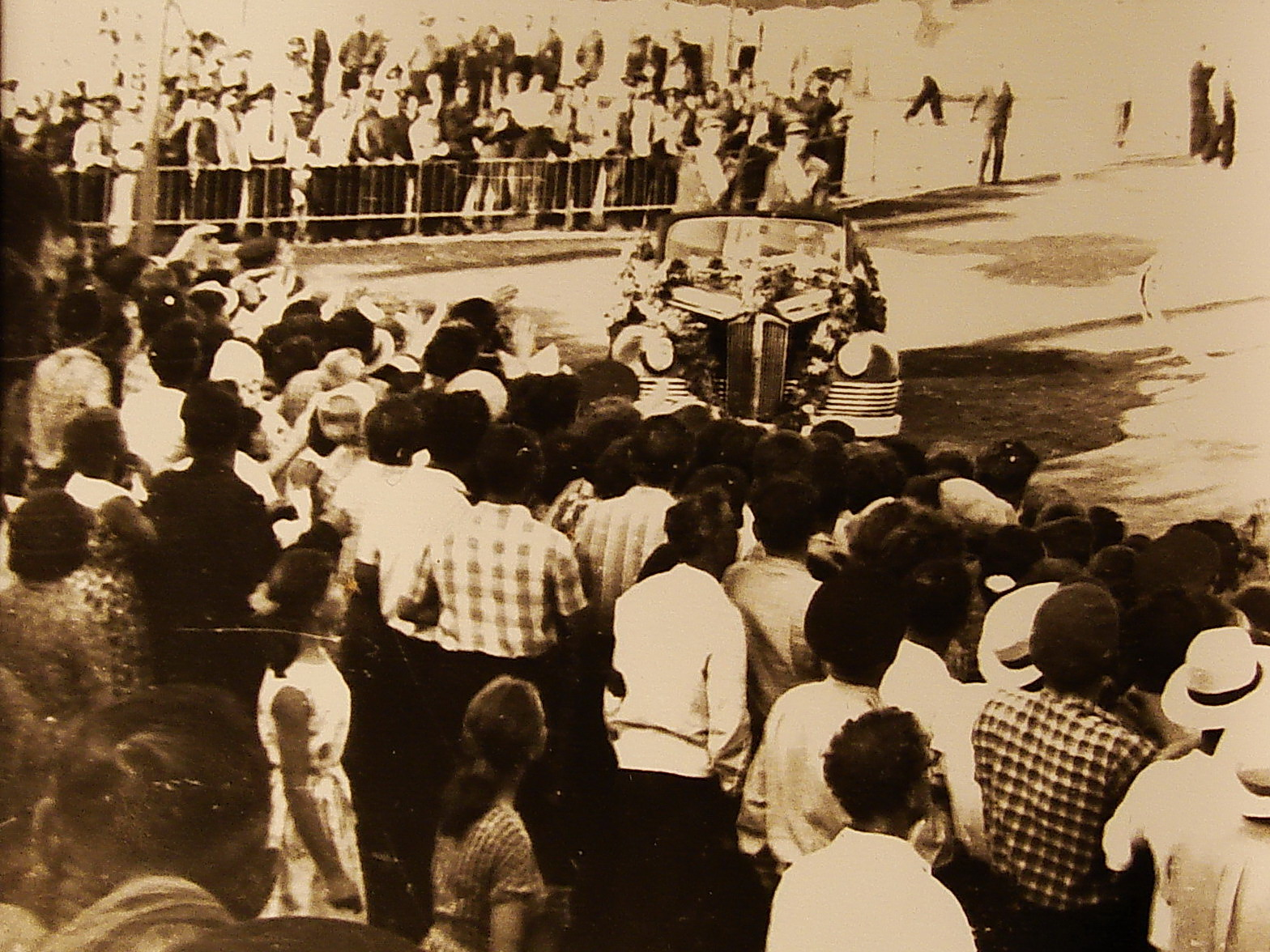
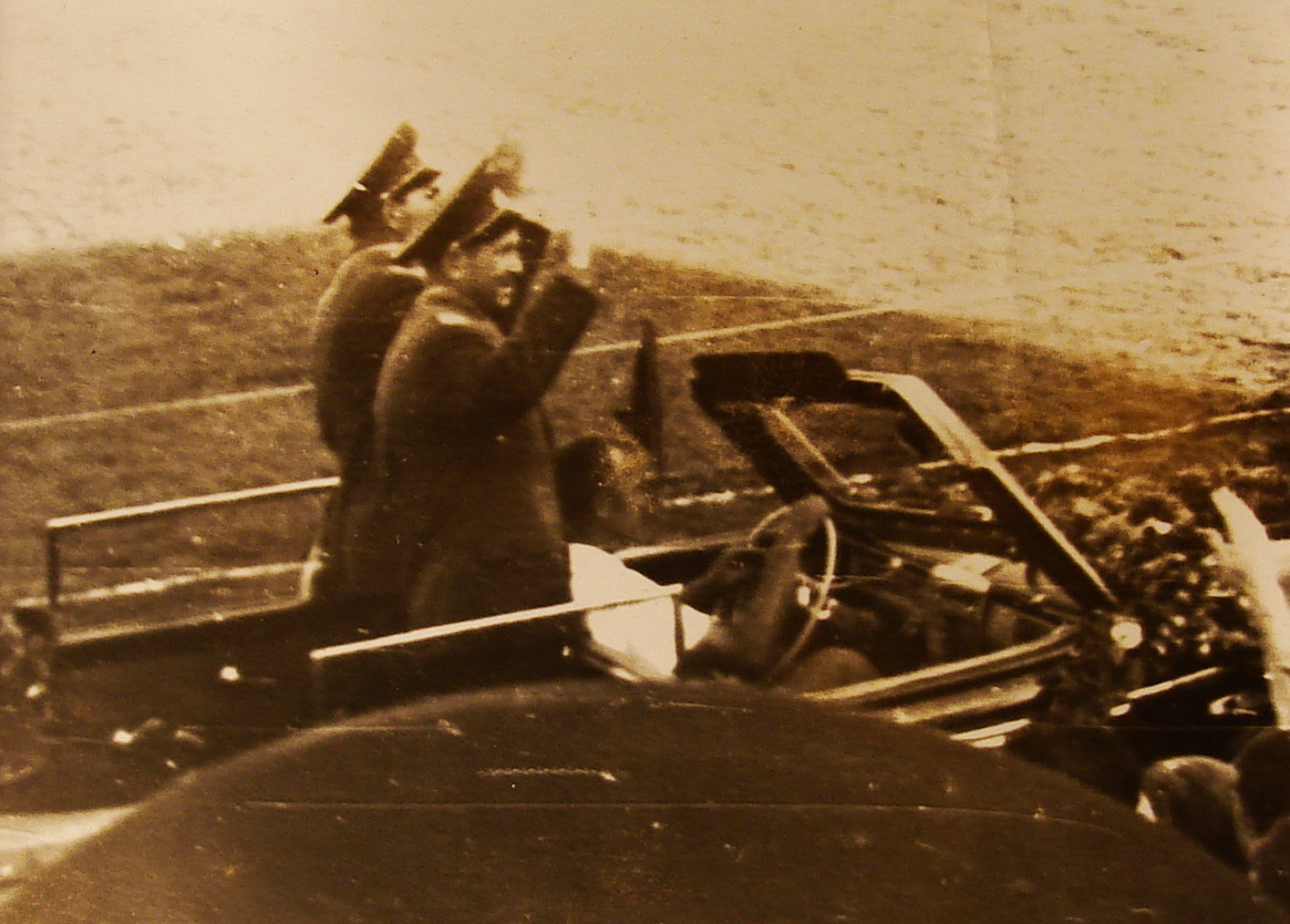
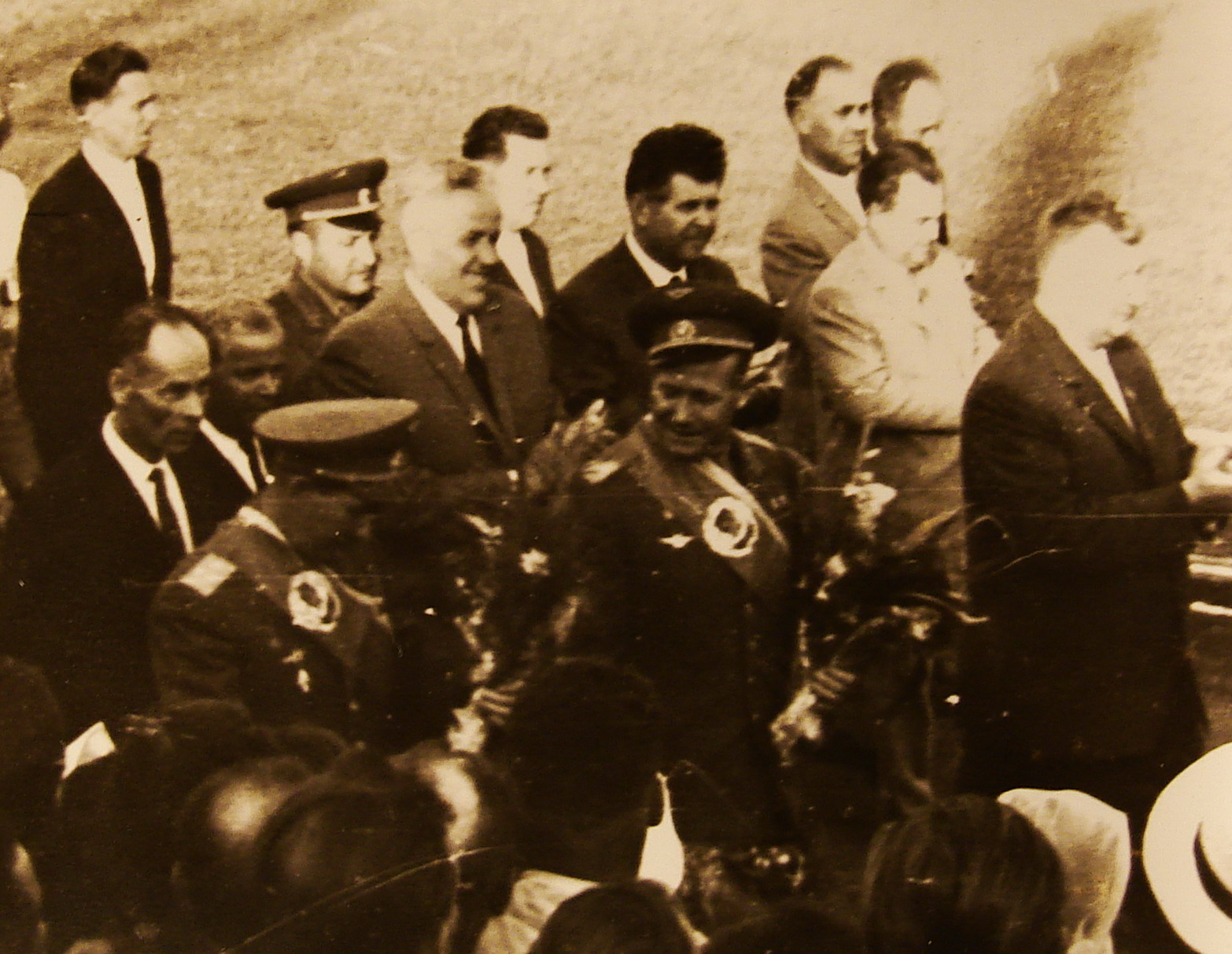

### 1978 год
К очередному домашнему матчу футболистов вологодского «Динамо» на первенство СССР против «Сатурна» из Рыбинска 19 мая 1978 года на стадионе установили небольшое электротабло. Прежде для демонстрации результата вывешивали таблички с цифрами, которые удерживались на железных щитах при помощи магнита. Когда забивался очередной гол, по округе разносился характерный при прикосновении металла с металлом щелчок. Посредством зажигания электрических лампочек первый раз «отсалютовали» точному удару в исполнении динамовца Владимира Эштрекова.

### 1988—1991 годы
В 1980-е годы на протяжении ряда лет в Вологде поднимался вопрос с ремонтом стадиона «Динамо». Наконец, в 1988 году закрыли для посетителей одну Восточную трибуну, а на следующий год — весь стадион. Подрядчиком выступил трест «Вологдаводострой», работу оплачивали совместно и дирекция спорткомбината, и городская администрация, и ВДФСО «Динамо». Курировал строительство Николай Костыгов, ставший впоследствии вице-губернатором Вологодской области.
Первоначально в проекте предусматривалась постройка стадиона, отвечающего европейским стандартам (то есть, с футбольное поле с размерами 104×69 м и легкоатлетическая беговая дорожка длиной 400 м), чтобы на нём можно было проводить международные соревнования. Вместимость же и без того соответствовала необходимым требованиям и составляла 10 040 человек. Во время реконструкции заменили мачты с прожекторами, установили новые галогенные светильники. Полностью перепланировали подтрибунные помещения, но остов трибун, в отличие от предыдущих перестроек, оставили прежним.
С первого же дня действительный объём выполненных работ из-за организационных неурядиц вновь значительно отставал от плана. За пять первых месяцев 1988 года, например, по скорректированному плану строители должны были бы освоить 20 тысяч рублей (первоначально намечали даже 38 тысяч), освоили — чуть более 11 тысяч. К концу сентября того же года Восточная трибуна по-прежнему выглядела в непристойном состоянии: из ста тысяч вложенных рублей дела продвинулись на пятьдесят четыре тысячи. Не способствовал быстрым темпам строительства и повальный дефицит строительных материалов, имевший место в ту эпоху. В 1989 году наконец-то приступили и к Западной трибуне.
Зрители вернулись на отремонтированный стадион лишь 14 сентября 1991 года на футбольном матче первенства страны «Динамо» (Вологда) — «Сатурн» (Раменское).

### 1993—1996 годы
На территории стадиона в дни, когда не проводятся спортивные мероприятия, работает вещевой рынок. В 1995 году на стадионе уложена полиуретановая беговая дорожка и установлено электронное световое табло.

### 1998 год
Под Западной трибуной открыта фотоэкспозиция, посвящённая истории вологодского футбола.

### 1999 год
Начата установка индивидуальных пластиковых кресел, за счёт чего вместимость стадиона снижена с 10040 до 8900 человек.

### 2004 год
Первых посетителей приняло спортивное кафе «Динамо».

### 2005 год
Силами Администрации города Вологды, Городской Думы, Управления механизации «Агростроя» и московской компании «Интерспортстрой» за один месяц травяной газон заменён зелёным однотонным искусственным покрытием «Престиж 55» французского производства. На эти работы затрачено 12 миллионов рублей. На открытие поля в Вологду приезжал президент Профессиональной футбольной лиги Николай Толстых, известные ветераны советского футбола. В этом же году установлено новое табло.

### 2006 год
Фасад Западной трибуны обшит пластиком.

### 2009 год
В связи с окончанием срока лицензии закрыт доступ зрителей на Восточную трибуну, а на Западную разрешён только после дополнительных укреплений конструкции. К концу года на стадионе заменена спортивная беговая дорожка, обе трибуны отреставрированы. Глава города Е. Б. Шулепов так прокомментировал ход ремонтных работ: 
«С учетом того, что рядом со стадионом запускается большой комплекс „Панорама“, в итоге мы получим приличный стадион, соответствующий всем современным требованиям».

## Основные характеристики
- Размеры поля: 144х62 метра
- Вместимость — 8900 человек
- Травяной покров — искусственный
- Табло — одно, электронное
- Размеры табло: 2х5 метров
- Освещение: 4 осветительных мачты
- Общая освещённость: 500 люкс